# Fadrique de Portugal
Fadrique de Portugal Noreña (también llamado Federico de Portugal, Federico de Portugali y Fedrique de Portugal) (Vila Viçosa, c. 1465 - Barcelona, 15 de enero de 1539) fue un político y religioso benedictino castellano-portugués.

## Biografía
Fue hijo de Alfonso de Portugal, primer conde de Faro, y de María de Noroña y Sousa, segunda condesa de Odemira, y descendiente de Enrique II de Castilla y de Fernando I de Portugal. Fue hermano de Sancho de Portugal, II conde de Faro; de Guiomar de Portugal, mujer del infante Fortuna, Enrique de Aragón, primer duque de Segorbe; y de Mencía Manuel de Portugal, esposa de Juan de la Cerda y Bique, II duque de Medinaceli.
Se graduó en leyes y derecho canónico y se formó como eclesiástico.
Tuvo estrecha relación con la reina Isabel I de Castilla, a cuyo lado estuvo en sus últimos momentos, siendo uno de los testigos que firmó el testamento real. Una vez fallecida, fue nombrado consejero de su esposo, Fernando el Católico. Su compromiso con la familia real le llevó a ser uno de los eclesiásticos que más combatió para la sucesión de Juana I de Castilla y, muerto Fernando, apoyó decididamente a Carlos I que lo mantuvo como consejero.
Comenzó su carrera eclesiástica siendo canónigo de Segorbe y Albarracín, ascendiendo en el año 1503 a la silla episcopal de Calahorra, donde se mantuvo hasta 1508 en que fue nombrado obispo de Segovia en sucesión del fallecido Juan Ruiz de Medina. Ocupó esta dignidad hasta 1511, y un año después fue designado para la diócesis de Sigüenza, en la cual se encontraba cuando en 1525 Carlos I le nombró Virrey de Cataluña y capitán general en dicho territorio, Cerdaña y Rosellón. Allí realizó numerosas obras y encargó la decoración de diversas iglesias, así como piezas de orfebrería. 

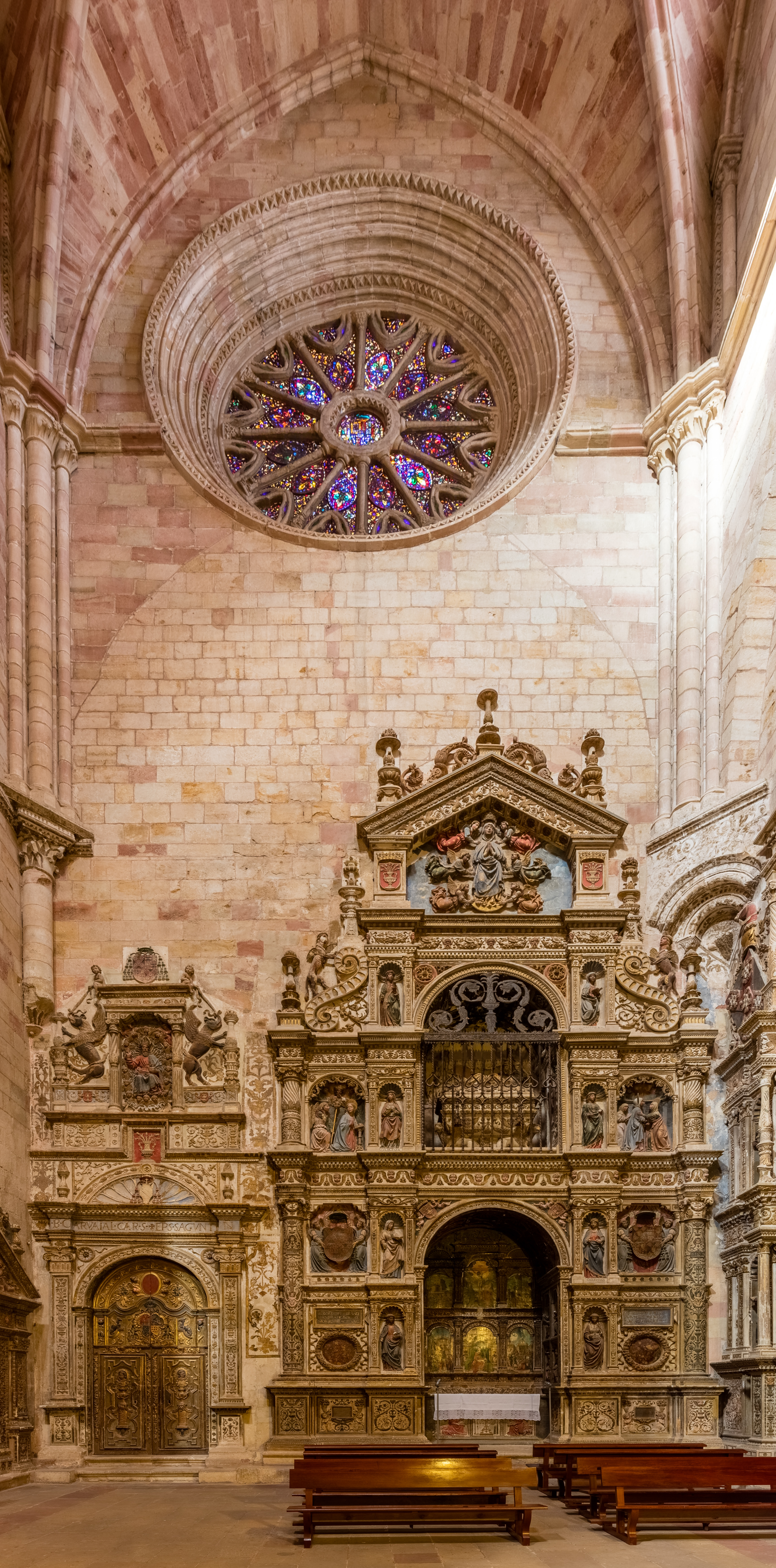
Mausoleo de don Fadrique de Portugal, catedral de Santa María de Sigüenza, España.

Finalmente en 1532 fue nombrado arzobispo de Zaragoza, aunque jamás visitó la ciudad. Falleció en Barcelona el 15 de enero de 1539 y fue trasladado a la catedral de Santa María de Sigüenza, donde fue sepultado en el mausoleo que lleva su nombre.